# 阿卡尔加尔
阿卡尔加尔（Akalgarh），是印度旁遮普邦盧迪亞納縣的一个城镇。总人口6600（2001年）。

## 人口
该地2001年总人口6600人，其中男性3451人，女性3149人；0—6岁人口729人，其中男400人，女329人；识字率73.32%，其中男性为76.33%，女性为70.02%。